# Chełmsko (województwo lubuskie)

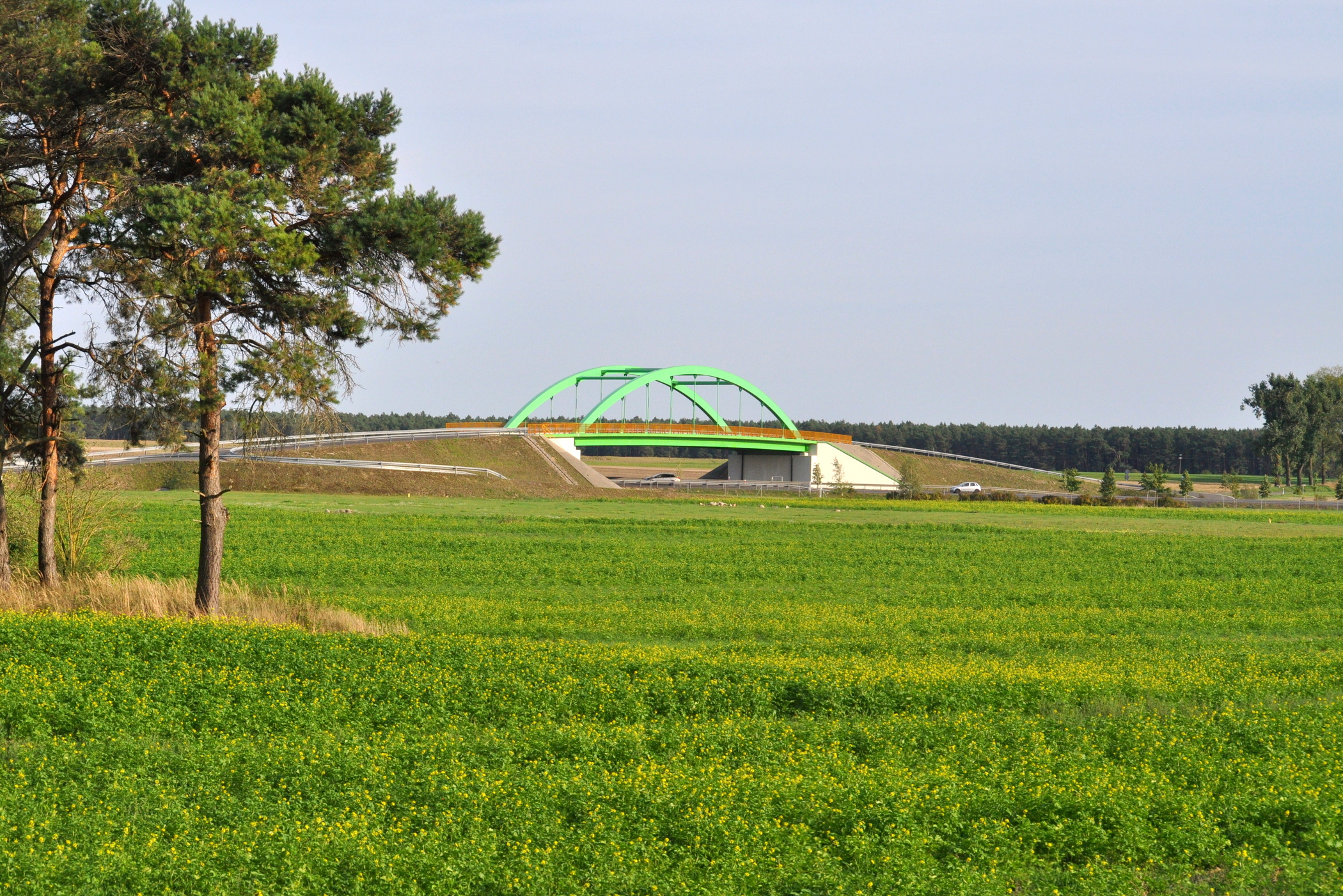
Wiadukt nad drogą krajową nr 24

Chełmsko (niem. Gollmütz) – wieś w Polsce położona w województwie lubuskim, w powiecie międzyrzeckim, w gminie Przytoczna.

## Nazwa
Miejscowość ma metrykę średniowieczną i jest notowana od XIV wieku. Po raz pierwszy wymieniona została w 1390 jako de Golmic, 1414 Chemsko, 1460 Chelmssko, 1580 Chełmsko, 1846 Chemsko, 1900 Chełmsko oraz w formach Chemsko, Hemsko, a także w niemieckiej formie Gollmuetz. Nazwa miejscowości pochodzi od nazwy chołm, chełm oznaczającej wzgórze z dodaniem sufiksu -ec, a potem -sk. Niemiecka nazwa powstała w wyniku procesu germanizacji pierwotnej nazwy miejscowej początkowo do formy Gollmetz, a potem Gollmütz .

## Historia
Wieś historycznie należała do Wielkopolski. Pierwsze pewne wzmianki o wsi pochodzą z 1390 roku z Kodeksu dyplomatycznego Wielkopolski. W 1414 Jan opat bledzewski wydał przywilej dla Hoffmanna z Chełmska. W 1460 król polski Kazimierz Jagiellończyk ustalił wymiar ciężarów i robocizn należnych zamkowi w Międzyrzeczu ze wsi klasztornych; w tym m.in. z Chełmska: mieszkańcy wsi mieli pracować dla zamku w takim wymiarze jak mieszkańcy wsi klasztoru paradyskiego. W 1508 miejscowość była wsią duchowną należącą do uposażenia opactwa bledzewskiego, siedzibą własnej parafii oraz leżała w powiecie poznańskim Korony Królestwa Polskiego. Budowę pierwszego kościoła murowanego w miejscowości w 1510 notuje Liber beneficiorum archidiecezji gnieźnieńskiej .
W 1508 we wsi miał miejsce pobór podatków od 4 półłanków oraz karczmy. W 1509 pobór od 4 półłanków, od jednego łana sołtysiego i od karczmy. W 1563 pobrano podatek od 12 łanów osiadłych oraz od dwóch łanów sołtysich, 5 komorników, kołodzieja, kowala, karczmy oraz od jednego kotła wytworzonej gorzałki. W 1564 we wsi odnotowano 12 łanów. W latach 1564–65 wieś należała do opata bledzewskiego ale miała także zobowiązania wobec zamku międzyrzeckiego w ramach których z 24 śladów płacono razem 40 groszy i 9 denarów wieprzowego. Każdy chłop oddawał także jedną ćwiertnię żyta, 1,5 ćwiertni owsa, 1 kurę, 8 jaj, a wszyscy musieli także przez jeden dzień wozić mierzwę, dwa dni żąć i skosić wyznaczoną łąkę i skoszone na niej siano zawieźć do zamku, a także przywieźć do niego cztery wozy drzewa rocznie. Sołtys nic nie płacił. Ogólny dochód z pracy i danin wynosił 32 florenów, 27 groszy i 3 denary .
W 1580 leżała w Rzeczypospolitej Obojga Narodów i położona była w powiecie poznańskim województwa poznańskiego. Wieś zanotowały historyczne dokumenty podatkowe. W 1580 opat bledzewski płacił z wsi pobór od 14 łanów kmiecych, a także od 10 zagrodników, 6 komorników, kowala, a także pasterza posiadającego 50 owiec oraz od wytworzonego we wsi kotła gorzałki. W 1589 w Chełmsku naliczono 24 ratajów (opłacanych wyrobników wiejskich), 2 sołtysów, 10 zagrodników oraz 2 zagrodników plebana. Grunty wiejskie podzielone były na trzy pola .
Do rozbiorów Polski miejscowość stanowiła własność zakonu cysterskiego z Bledzewa dzieląc jego losy. Wskutek II rozbioru Polski w 1793 wieś przeszła pod władanie Prus i jak cała Wielkopolska znalazła się w zaborze pruskim. Konsekwencją tego była ogłoszona w 1796 konfiskata dóbr kościelnych i klasztornych, w wyniku czego wieś stała się własnością pruskiego rządu. Po likwidacji zakonu wieś włączono do domeny państwowej w Rokitnie.
W okresie Wielkiego Księstwa Poznańskiego (1815-1848) miejscowość wzmiankowana jako Chemsko należała do wsi większych w ówczesnym pruskim powiecie Międzyrzecz w rejencji poznańskiej. Chemsko należało do okręgu rokitnickiego tego powiatu i stanowiło część majątku Rokosowo, którego właścicielem był wówczas rząd pruski w Berlinie. Według spisu urzędowego z 1837 roku wieś liczyła 466 mieszkańców, którzy zamieszkiwali 53 dymy (domostwa).
Pod koniec XIX wieku jako wieś w powiecie skwierzyńskim miejscowość odnotował XIX wieczny Słownik geograficzny Królestwa Polskiego. Wieś liczyła w sumie 1019 hektarów powierzchni w tym (730 roli, 7 łąk i 155 lasu).
W latach 1954–1961 wieś należała i była siedzibą władz gromady Chełmsko, po jej zniesieniu w gromadzie Przytoczna. 
W latach 1975–1998 miejscowość administracyjnie należała do województwa gorzowskiego.

## Zabytki
Do wojewódzkiego rejestru zabytków wpisany jest:
- kościół filialny pod wezwaniem św. Kazimierza został wybudowany w 1640 roku. W 1835 roku dobudowano wieżę murowaną z cegły w miejsce dotychczasowej drewnianej. Następna modernizacja kościoła miała miejsce w 1887 roku, kiedy to dobudowano kaplicę oraz zakrystię.